# Museu Arqueològic d'Esmirna
El Museu Arqueològic d'Esmirna és un museu situat a la ciutat d'Esmirna (Izmir en turc), a la província del mateix nom, a Turquia.

## Història
El van inaugurar el 1927 i al principi es trobava a l'església d'Agia Vukla. La necessitat d'un major espai per a albergar les troballes de les excavacions en els jaciments arqueològics de la zona feu que el 1951 es condicionàs un pavelló a Kültürpark per al museu. El 1984 es traslladà a un edifici de nova construcció del Parc Bahribaba. Aquest nou edifici consta de tres plantes, amb espais administratius, laboratori, biblioteca, magatzems i sales d'exposició.

## Col·leccions
El museu conté una col·lecció d'objectes arqueològics de les zones properes a la mar Egea procedents de les antigues ciutats d'Esmirna, Milet, Halicarnàs, Clazòmenes, Focea, Èritres de Jònia, Pítana, Mirina (Eòlia), Teos, Iasos i Pèrgam, entre altres, que exposen la història d'Anatòlia en l'antiguitat.
La planta baixa del museu conté sarcòfags, entre els quals destaquen els provinents de Clazòmenes, i una col·lecció molt rica d'esteles funeràries, especialment la pertanyent al període hel·lenístic tardà. També en són destacables les restes de decoració escultòrica del Mausoleu de Belevi.
La primera planta del museu enclou estàtues i busts, així com altres peces artístiques de menor volum, posades en ordre cronològic. En destaca l'estàtua d'un atleta, procedent de Cime.

La segona planta alberga obres procedents de llocs diferents d'Anatòlia occidental, entre les quals hi ha figuretes, peces de ceràmica, gresols, monedes i joies. La cronologia n'abasta des de la prehistòria fins al període romà d'Orient.
- Gerro cerimonial de principis de l'edat del bronze
- Sarcòfag procedent de l'antiga Clazòmenes
- Estàtua de bronze de Demèter procedent de Bodrum
- Arracades d'or del segle IV abans de la nostra era
- Estàtua de bronze d'un atleta; cap als 50-30 ae